# Szyłowo (Bieżanickoje)
Szyłowo (ros. Шилово) – wieś (ros. деревня, trb. dieriewnia) w zachodniej Rosji, w osiedlu wiejskim Bieżanickoje rejonu bieżanickiego w obwodzie pskowskim.

## Geografia
Miejscowość położona jest w dorzeczu rzeki Muchowka, 4,5 km od drogi regionalnej 58K-019 (Łoknia – Chriapjewo), 9 km od centrum administracyjnego osiedla wiejskiego i całego rejonu (Bieżanice), 141 km od stolicy obwodu (Psków).

## Demografia
W 2010 r. miejscowość nie posiadała mieszkańców.